# Furfur

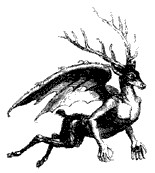
Furfur, d'après le Dictionnaire Infernal de Collin de Plancy (1863)

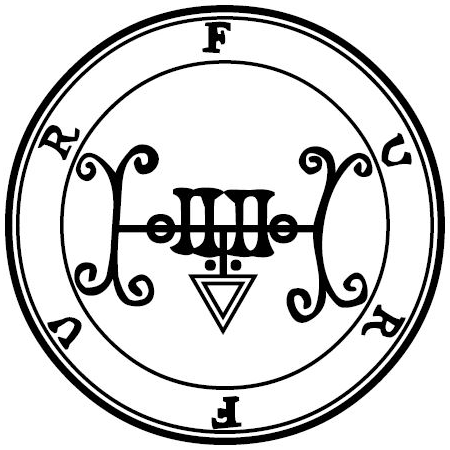
Le sceau de Furfur selon Mathers.

Furfur est un démon issu des croyances de la goétie, science occulte de l'invocation d'entités démoniaques. Son nom proviendrait du latin : furfur ou furfures qui désigne le son.
Le Lemegeton le mentionne en 34e position de sa liste de démons. Selon l'ouvrage, Furfur est un grand et puissant comte des Enfers. Il apparaît sous la forme d'un cerf avec une queue enflammée. Il ne dit jamais la vérité, à moins qu'il n'y soit contraint par un triangle magique. Il se transforme alors en ange et parle d'une voix rauque. Il peut déclencher les éclairs, le tonnerre, le vent, les tempêtes et l'amour entre un homme et une femme. Il est à la tête de 26 légions infernales,.
La Pseudomonarchia Daemonum le mentionne en 30e position de sa liste de démons et lui attribue des caractéristiques similaires.

## Dans la culture contemporaine
Il est également un des personnages d'In Nomine Satanis/Magna Veritas (jeu de rôle) où il est le prince-démon du hardcore, ainsi qu'un personnage de l'épisode 6 de Umineko no Naku Koro ni : Dawn of the golden Witch où il est un serviteur de Béatrice, la sorcière d'or.
Il est cité dans l'épisode 5 de la saison 2 des Nouvelles Aventures de Sabrina comme l'un des démons du mariage et de la luxure.
C’est également un personnage secondaire de la saison 2 de Good Omens, où il est un démon de second ordre, préposé à l’accueil des damnés. Naïf et facilement berné, il est méprisé par ses supérieurs, et ceux qui l’ont côtoyé, comme Rampa, ne s’en souviennent pas. Il est interprété par Reece Shearsmith.